# Ян ван Рібек
Ян ван Рібек (повне ім'я: Йоган Антонісзон ван Рібек; нід. Johan Anthoniszoon «Jan» van Riebeeck; 21 квітня 1619, Кюлемборг, Нідерланди — 18 січня 1677 Батавія (нині Джакарта), острів Ява, Індонезія) — відомий голландський дослідник і мореплавець, що заснував місто Кейптаун (Капська колонія), а пізніше — колоніальний адміністратор Нідерландської колоніальної імперії, зокрема, її азійських володінь (сучасна Індонезія).

## Ранні роки
Ян ван Рібек виріс у місті Східам, там же 28 березня 1649 р. одружився з 19-річною дівчиною Марією де ла Келлер. Разом вони попливли в Капську область Африки, а потім до Індонезії, на півострів Малакка, де Марія померла у віці 35 років. На честь Марії ван Рібек названий підводний човен ВМФ ПАР SAS Maria van Riebeeck.
Разом у них було 8 дітей, більшість з яких померло в ранньому віці. Їхній син Абрагам ван Рібек, народжений у Кейптауні, однак, вижив, і згодом став губернатором Голландської Ост-Індії. Ян також захищав військово-економічні інтереси Нідерландів в Японії і В'єтнамі (Тонкін).

## Кар'єра

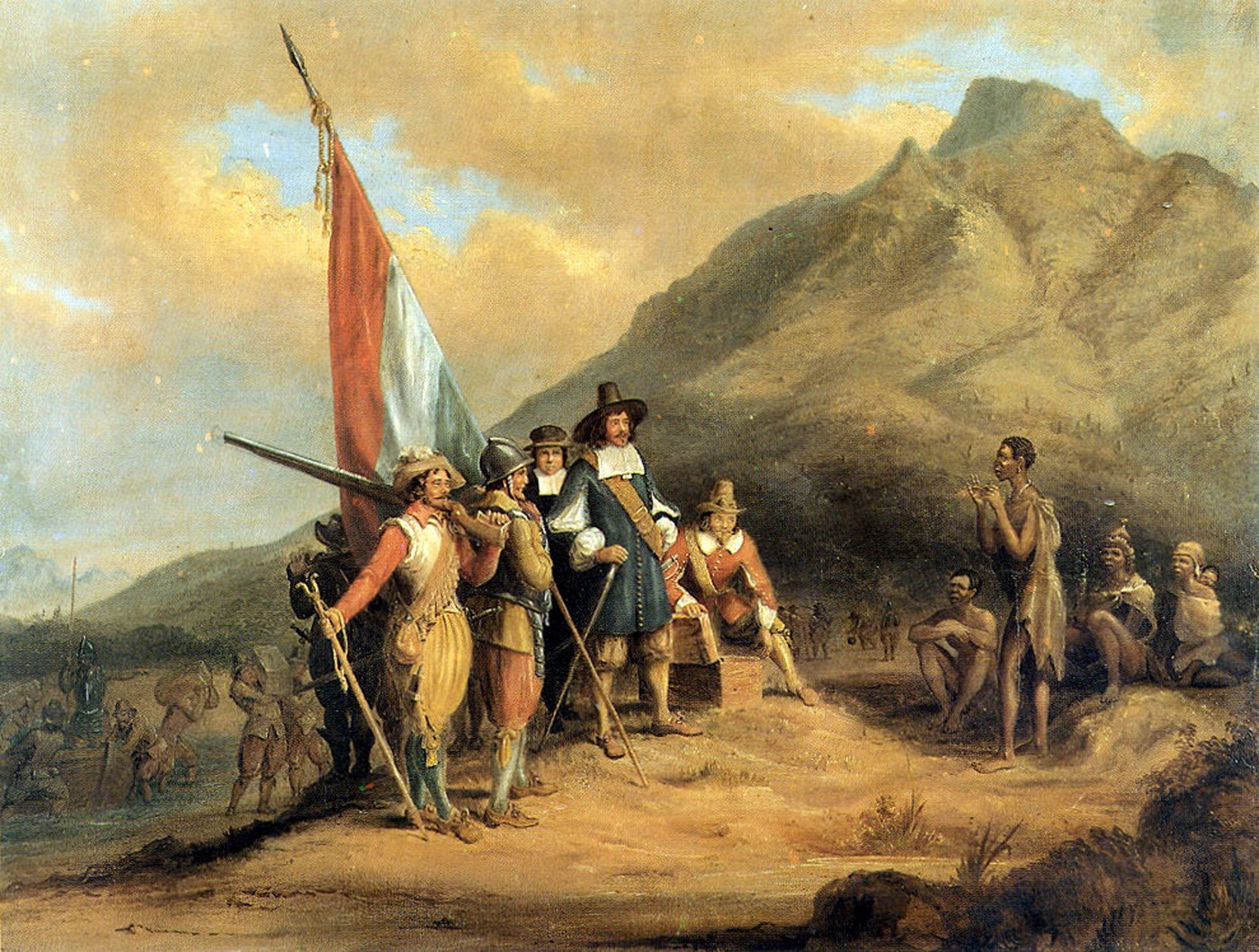
Прибуття Яна ван Рібека у Капстад — картина
Шарль Девідсон Белл

Яна прийняла на роботу Голландська Ост-Індійська компанія. У 1651 році йому було наказано заснувати поселення на південному краю Африки. 6 квітня 1652 р. Ян Ван Рібек на борту одного з трьох кораблів прибув до Південної Африки, де на мисі Штормів (надалі — мис Доброї Надії) командами моряків з кораблів «Drommedaris», «Reijger» і «Goede Hoop» був заснований форт, з часом розвинувся у велику продовольчу базу для постачання суден компанії, що курсують з Європи в Індійський океан, водою, припасами, фруктами і овочами, і для надання кваліфікованої медичної допомоги. Ця база спочатку стала населеним пунктом Капстад, а згодом — головним портовим містом сучасної ПАР Кейптауном. У процесі будівництва колоністи вели активне захоплення земель, що належали бушменам і готтентотів, що являли собою корінне населення Південної Африки. Поголів'я худоби зростало за рахунок його захоплення у місцевих жителів. Вглиб материка споряджалися спеціальні військові експедиції, які також приганяли рабів з числа місцевого населення. Через це колоністи фактично постійно жили в стані війни з місцевими жителями.
Білі голландські поселенці, серед яких був Ян ван Рібек, стали основою нового народу, відомого згодом як африканери, або бури, нащадки яких потім мігрували вглиб африканського континенту в ході Великого Треку, де на основі нідерландської мови сформувалася нова германська мова — африкаанс.

## Пам'ять про Рібека

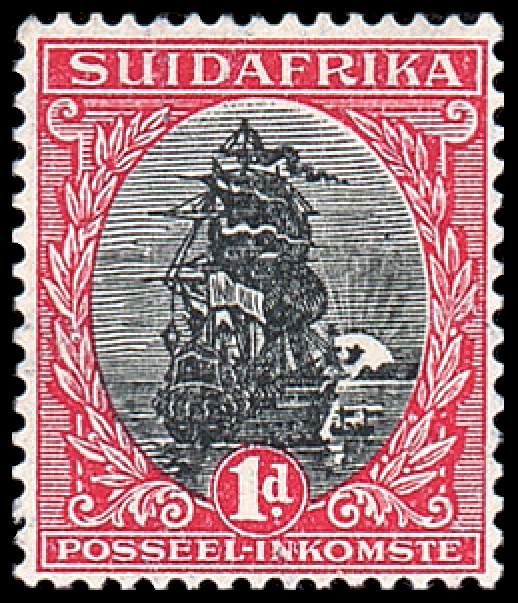
Корабель Яна ван Рібека в Кейптауні на поштовій марці. Південна Африка, 1926 р.

Ян ван Рібек має значне культурне та історичне значення у Південній Африці серед африканерів, які вважають його батьком-засновником їхньої нації. На це вказує той факт, що зображення ван Рібека з'явилися на поштових марках і південноафриканській валюті (ранди) з 1940-х років аж до 1993 року, коли Південно-Африканський резервний банк змінив дизайн валюти на зображення фауни і флори цього регіону.
День 6 квітня був відомий як День ван Рібека, а потім, як День засновника, але свято було скасовано урядом АНК після демократичних виборів 1994 року. Хоча його зображення уже немає на офіційній валюті або марках, але пам'ятники йому і його дружині стоять досі на Аддерлі-стріт, що у Кейптауні.